# Sorkunlu, Aydıntepe
Sorkunlu là một xã thuộc huyện Aydıntepe, tỉnh Bayburt, Thổ Nhĩ Kỳ. Dân số thời điểm năm 2010 là 66 người.